# Дијабаз
Дијабаз је изливна и жична стена габро групе. Ова стена настала је најчешће у оквиру спилит - кератофирских асоцијација.
Дијабази су тамнозелене до црне боје, лучени кугласто или плочасто. Структура је офитска, а текстура масивна или мандоласта. Јављају се у виду мањих маса неправилног облика, у виду плоча или силова, и у виду жица различите дебљине. 
Изграђени су од базичног плагиокласа, који се јавља у међусобно изукрштаним приткама где су међупростори запуњени моноклиничним пироксеном (офитска структура). 
У овим стенама могу се још јавити: оливин (оливински дијабаз), хорнбленда, биотит и кварц (кварцдијабаз). Од споредних састојака у овим стенама редован је илменит, срећу се магнетит и апатит. Секундарних минерала има много, с обзиром да ове стене углавном настају у субмаринским условима. Бојени минерали су хлоритисани, калцитисани, епидотисани. Плагиоклас је сосиритисан и калцитисан, илменит претворен у леукоксен. Таква стена добија зелену боју, због чега се у литератури дијабази и сродне стене називају зелене стене или гринштајн. 
Вредност дијабаза као грађевинског материјала је променљива. Када су свежи употребљавају се за израду споменика, па чак и као декоративни камен. Међутим, измењени су лош грађевински материјал. 
Највећа количина дијабаза у Србији формирана је у мезозоику (средња јура), а цела једна вулканогено - седиментна формација, у којој су дијабази основне стене, названа је дијабаз - рожначка формација (што је стари назив, садашњи назив ове формације је офиолитски меланж). 